# Trình soạn thảo văn bản

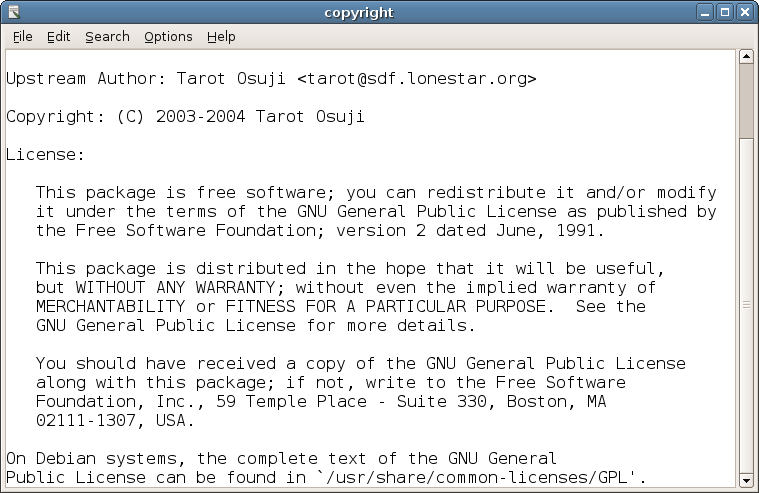
Các trình chỉnh sửa như Leafpad, được hiển thị ở đây, thường được bao gồm trong hệ điều hành như một ứng dụng trợ giúp mặc định để mở tệp văn bản.

Trình soạn thảo văn bản là một loại chương trình máy tính chỉnh sửa văn bản thuần túy. Các chương trình như vậy đôi khi được gọi là phần mềm " notepad ", theo tên của Microsoft Notepad. Trình soạn thảo văn bản được cung cấp hệ điều hành và gói phát triển phần mềm, đồng thời có thể được sử dụng để thay đổi các tệp như tệp cấu hình, tệp tài liệu và mã nguồn ngôn ngữ lập trình.

## Văn bản thuần túy (plain text)  so với văn bản đa dạng thức (rich text)
Có sự khác biệt quan trọng giữa văn bản thuần túy (được tạo và chỉnh sửa bởi trình soạn thảo văn bản) và văn bản đa dạng thức (chẳng hạn như văn bản được tạo bởi chương trình xử lý từ hoặc phần mềm xuất bản trên máy tính để bàn).
Văn bản thuần túy chỉ bao gồm đại diện ký tự. Mỗi ký tự được biểu diễn bằng một chuỗi có độ dài cố định là một, hai hoặc bốn byte hoặc dưới dạng chuỗi có độ dài thay đổi từ một đến bốn byte, phù hợp với các quy ước mã hóa ký tự cụ thể, chẳng hạn như ASCII, ISO / IEC 2022, UTF-8 hoặc Unicode. Các quy ước này xác định nhiều ký tự có thể in được, nhưng cũng có các ký tự không in được kiểm soát luồng văn bản, chẳng hạn như dấu cách, ngắt dòng và ngắt trang. Văn bản thuần túy không chứa thông tin nào khác về chính văn bản, thậm chí không sử dụng quy ước mã hóa ký tự. Văn bản thuần túy được lưu trữ trong các tệp văn bản, mặc dù các tệp văn bản không chỉ lưu trữ văn bản thuần túy. Trong những ngày đầu của máy tính, văn bản thuần túy được hiển thị bằng cách sử dụng phông chữ đơn không gian, như vậy việc căn lề ngang và định dạng cột đôi khi được thực hiện bằng cách sử dụng các ký tự khoảng trắng. Vì lý do tương thích, truyền thống này không thay đổi.
Mặt khác, văn bản đa dạng thức có thể chứa siêu dữ liệu, dữ liệu định dạng ký tự (ví dụ: kiểu chữ, kích thước, trọng lượng và kiểu), dữ liệu định dạng đoạn văn (ví dụ: thụt lề, căn lề, phân phối chữ và từ, và khoảng cách giữa các dòng hoặc các đoạn văn khác) và dữ liệu đặc tả trang (ví dụ: kích thước, lề và hướng đọc). Văn bản đa dạng thức có thể rất phức tạp. Văn bản đa dạng thức có thể được lưu ở định dạng nhị phân (ví dụ: DOC), các tệp văn bản tuân theo ngôn ngữ đánh dấu (ví dụ: RTF hoặc HTML), hoặc ở dạng kết hợp của cả hai (ví dụ: Office Open XML).
Các trình soạn thảo văn bản nhằm mục đích mở và lưu các tệp văn bản có chứa văn bản thuần túy hoặc bất kỳ thứ gì có thể được hiểu là văn bản thuần túy, bao gồm đánh dấu cho văn bản có dạng thức hoặc đánh dấu cho một thứ khác (ví dụ: SVG).